# International Supervideos!
International Supervideos! (DVD/VHS) è una raccolta con i video dei singoli più famosi dei Green Day, uscita nel 2001 in seguito a International Superhits! CD. Contiene 15 video che partono da Longview per finire a Waiting ed è il primo official release della band (il secondo è Bullet in a Bible).

## Tracce
1. Longview (da Dookie, gennaio 1994)
2. Basket Case (da Dookie, aprile 1994)
3. When I Come Around (da Dookie, novembre 1994)
4. Geek Stink Breath (da Insomniac, settembre 1995)
5. Stuck with Me (da Insomniac, novembre 1995)
6. Brain Stew/Jaded (da Insomniac, dicembre 1995)
7. Walking Contradiction (da Insomniac, aprile 1996)
8. Hitchin' a Ride (da Nimrod, agosto 1997)
9. Good Riddance (Time of Your Life) (da Nimrod, novembre 1997)
10. Redundant (da Nimrod, marzo 1998)
11. Nice Guys Finish Last (da Nimrod, novembre 1999)
12. Last Ride In (da Nimrod, settembre 1999)
13. Minority (da Warning:, agosto 2000)
14. Warning (da Warning:, novembre 2000)
15. Waiting (da Warning;, maggio 2001)

## Formazione
- Billie Joe Armstrong - voce e chitarra
- Mike Dirnt - basso e voce
- Tré Cool - batteria